# Яковлева, Елена Алексеевна
Еле́на Алексе́евна Я́ковлева (род. 5 марта 1961, Новоград-Волынский, Житомирская область, Украинская ССР, СССР) — советская и российская актриса театра, кино, телевидения и озвучивания, телеведущая; народная артистка Российской Федерации (2002), лауреат Государственной премии Российской Федерации (2000), двух премий «Ника» (1990, 1993), двух премии «ТЭФИ» (2004, 2025) и нескольких премий «Золотой орёл» (2005, 2017, 2024).

## Биография

### Ранние годы
Родилась 5 марта 1961 года в городе Новограде-Волынском Житомирской области Украинской ССР.
Отец — Алексей Николаевич Яковлев, военнослужащий. Мать — Валерия Павловна Яковлева, сотрудница НИИ. Семье приходилось очень часто переезжать с места на место. Как следствие, Елена Яковлева сменила много школ. Большая часть детства актрисы прошла в городе Нижнеудинске Иркутской области.
В 1978 году окончила среднюю школу № 138 в Харькове. После её окончания успела поработать и библиотекарем в ХГУ, и картографом. Затем работала комплектовщицей на Харьковском заводе электроаппаратуры. Зарплату откладывала на поездку в столицу. А в 1980 году, когда накопила достаточно денег, отправилась в Москву поступать в ГИТИС, поскольку ещё в детстве решила, что станет актрисой. По словам Елены, во время её актёрского выступления на вступительном экзамене председатель и члены приёмной комиссии «хохотали до слёз» над придуманной ею мизансценой. Её приняли с первой попытки, кроме того, помогли успешно сдать оставшиеся экзамены. По словам преподавателя Яковлевой, Владимира Андреева, ещё на вступительных экзаменах было понятно, что её ждёт великое будущее: при поступлении, читая монолог, Яковлева встала на колени, и приёмная комиссия слушала её стоя. Сама же Елена Яковлева о своём поступлении вспоминает так:

В небольшой комнатке за столом сидит комиссия, напротив неё стою я. Я объявляю: «„Воскресение“, Лев Толстой». А у Толстого написано: «Катюша Маслова рухнула на колени». Вот и я рухнула на колени. А им ничего не было видно, пришлось встать, и практически весь мой монолог они прослушали стоя.
В 1984 году окончила актёрский факультет Государственного института театрального искусства имени А. В. Луначарского (ГИТИС) (художественный руководитель курса — Владимир Алексеевич Андреев).

### Карьера

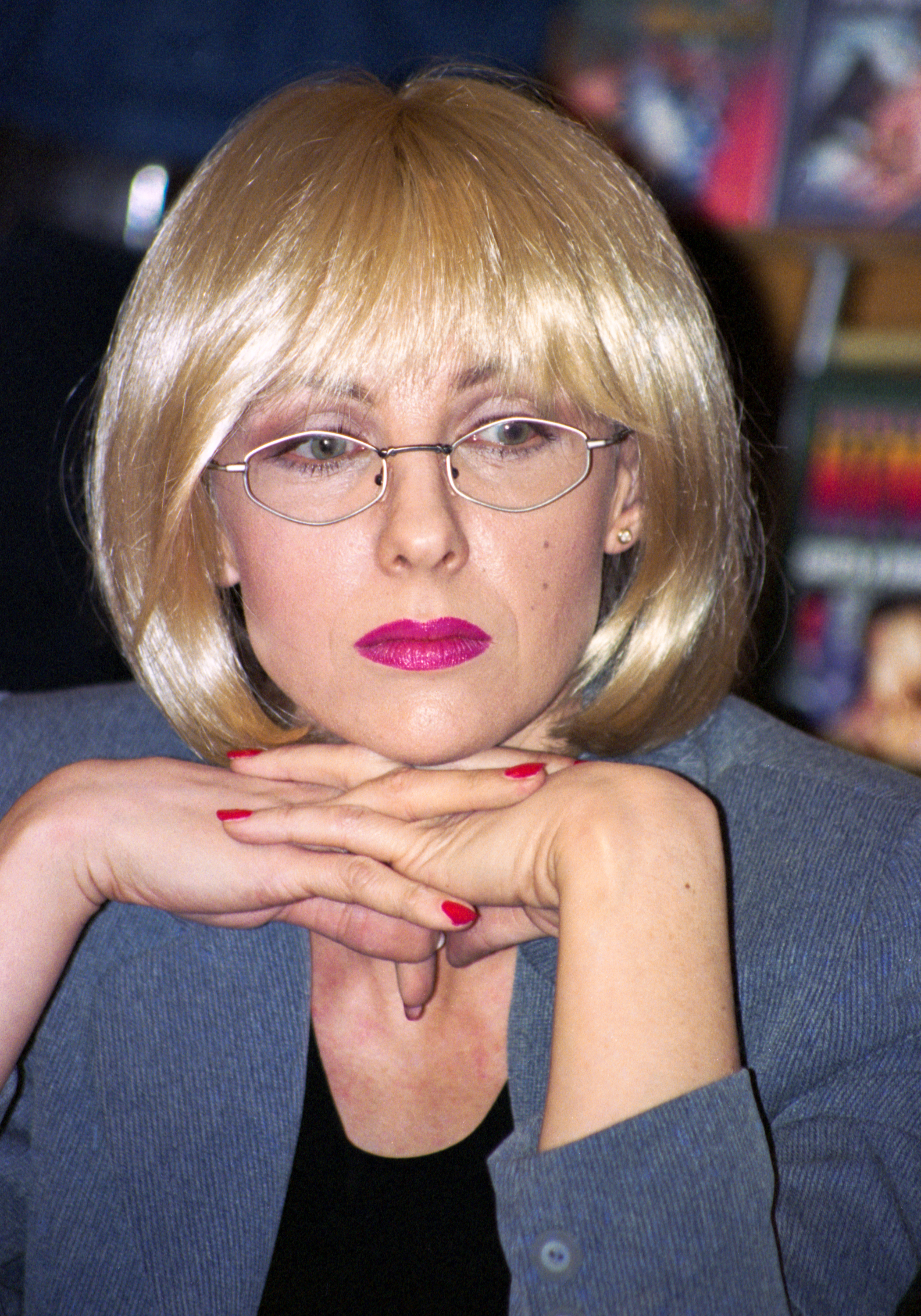
В роли Насти Каменской. Февраль 2000 года

Окончив вуз, была принята в один из ведущих театров Москвы — «Современник». За включение её в труппу театра члены художественного совета во главе с Галиной Борисовной Волчек проголосовали единогласно — это редчайший случай.
Дебютировала в роли Гитель в возобновлённом спектакле Галины Волчек «Двое на качелях» (1984), по пьесе Уильяма Гибсона, — первым партнёром Яковлевой был Николай Попков.
В 1986 году Валерий Фокин предложил Яковлевой перейти в Театр имени М. Н. Ермоловой, — там она прослужила три года. Затем вернулась в «Современник», и — редкий случай — была принята обратно. Однако в мае 2011 года, в возрасте пятидесяти лет, через двадцать семь лет службы в театре, снова его покинула, а вместе с ней из театра ушёл и её муж Валерий Шальных. Причину своего ухода сама Елена объяснила так: 

«…Все взрослеют, и театр уже стал не тот, который я безумно любила, в последние годы театр стал резко меняться, и не в лучшую сторону. Театр стал абсолютно другим — таким, как все…».
Дебютом Елены Яковлевой в кино стала картина Георгия Юнгвальд-Хилькевича «Двое под одним зонтом» (1983).
В 1980-е годы она много снималась (Мария в «Плюмбуме, или Опасной игре» В. Абдрашитова, Мила во «Времени летать» А. Сахарова и др.) — однако всесоюзная слава пришла к ней после роли Тани Зайцевой в «Интердевочке» (1989) режиссёра Петра Тодоровского, по скандальной повести Владимира Кунина. Пётр Тодоровский утвердил никому не известную тогда актрису Елену Яковлеву на роль «ночной бабочки» неожиданно для всей съёмочной группы, хотя на эту роль пробовались «самые сексуальные красотки советского кино»: Ирина Розанова, Татьяна Догилева, Ингеборга Дапкунайте. Считается, что актриса покорила режиссёра своей душой, а не прекрасной фигурой. О кинопробах к фильму «Интердевочка» сама Елена рассказала 12 февраля 2014 года на своём творческом вечере, который она назвала просто «откровенным разговором», прошедшем на сцене киевского Дома офицеров.
В 1990-е Тодоровский-старший снял Яковлеву ещё в трёх своих фильмах: «Анкор, ещё анкор!» (1992), «Какая чудная игра» (1995) и «Ретро втроём» (1998). Впоследствии очень жалела о своей несыгранной роли жены комдива в фильме Никиты Михалкова «Утомлённые солнцем» (1994), на которую режиссёр утвердил Ингеборгу Дапкунайте.
Елена Яковлева известна по роли Насти Каменской в телевизионном сериале «Каменская». В одном из интервью писательница Александра Маринина отметила, что не против возможного выхода новых серий «Каменская-7», однако это зависит от съемок кинокомпании и телевидения.
В марте 2018 года Елена вернулась на сцену театра «Современник» в качестве приглашённой актрисы по просьбе художественного руководителя театра Галины Волчек — «спасти спектакль „Играем… Шиллера!“» в постановке Римаса Туминаса, где она вновь начала играть роль королевы шотландской Марии Стюарт. Премьера этого спектакля состоялась 1 марта 2000 года, и Елена была тогда первой исполнительницей этой роли.
В марте 2023 года снялась в рекламе банка ВТБ.

### Взгляды и общественная деятельность
В 2008—2011 годах Елена Яковлева входила в состав Совета при президенте РФ по культуре и искусству.
Выступала за принятие закона о защите животных, высказывалась в поддержку легализации сферы сексуальных услуг.
В монологе, опубликованном «Российской газетой» в октябре 2013 года, Яковлева выступила с критикой деятельности Государственной думы:

«Если бы я попала в ряды наших думцев, я бы с ними дралась день и ночь, кидала бы в них камнями и меня бы просто убили. Как можно издавать законы, полные ерунды, бороться с курильщиками не там, где надо, или с надуманной гей-пропагандой, когда вокруг столько нищеты и запредельного».
В марте 2014 года, после российской аннексии Крыма, по утверждению журналиста Мустафы Найема, подписалась под обращением деятелей российской культуры против политики Владимира Путина по отношению к Украине.
7 января 2023 года, на фоне вторжения России на Украину, была внесена в санкционный список Украины лиц «которые публично призывают к агрессивной войне, оправдывают и признают законной вооруженную агрессию РФ против Украины, временную оккупацию территории Украины». Предполагается блокировка активов на территории страны, приостановка выполнения экономических и финансовых обязательств, прекращение культурных обменов и сотрудничества, лишение украинских госнаград.

### Личная жизнь
- Первый муж — Сергей Юлин (род. 20 апреля 1957), драматический актёр, заслуженный артист России (1999)[26][27], художественный руководитель Забайкальского краевого драматического театра в Чите. Поженились, будучи студентами ГИТИСа, через полгода расстались[28].
- Второй муж — Валерий Шальных (род. 8 апреля 1956), актёр театра «Современник» (1977—2011), народный артист РФ (2006). Брак супруги зарегистрировали 3 марта 1990 года в Грибоедовском ЗАГСе Москвы, а до этого пять лет жили в фактическом браке. Свидетелем на свадьбе был актёр Игорь Кваша[14].
  - Сын — Денис (род. 7 ноября 1992), учился на режиссёрском факультете Гуманитарного института телевидения и радиовещания на Большой Полянке в Москве, затем бросил. Занимается культуризмом[28][29].

Любимые писатели Елены — Иван Бунин и Владимир Набоков. Хобби — верховая езда и ролики.

## Творчество

### Театр
Московский театр «Современник»
| Год  | Роль | Спектакль                   | Произведение                                   | Автор произведения                                 | Режиссёр         |
| ---- | --- | --------------------------- | ---------------------------------------------- | -------------------------------------------------- | ---------------- |
| 1984 | Девушка | «Дни Турбиных»              | «Дни Турбиных» (пьеса)                         | Михаил Булгаков                                    | Игорь Кваша      |
| 1984 | Гитель Моска | «Двое на качелях»           | «Двое на качелях» (пьеса)                      | Уильям Гибсон                                      | Галина Волчек    |
| 1984 | Наталья Ивановна, невеста / жена Андрея Сергеевича Прозорова                                                                  | «Три сестры»                | «Три сестры» (пьеса)                           | Антон Чехов                                        | Галина Волчек    |
| 1985 | Нач. мед. (начальник по медицинской части)                                                                                    | «Навеки девятнадцатилетние» | «Навеки девятнадцатилетние» (повесть)          | Григорий Бакланов                                  | Валерий Фокин    |
| 1986 | Галина | «Близнец»                   | «Близнец» (пьеса)                              | Михаил Рощин                                       | Галина Волчек    |
| 1988 | Мария, Клара | «Звёзды на утреннем небе»   | «Звёзды на утреннем небе» (пьеса)              | Александр Галин                                    | Галина Волчек    |
| 1989 | Евгения Семёновна Гинзбург, советский журналист и писатель                                                                    | «Крутой маршрут»            | «Крутой маршрут» (роман)                       | Евгения Гинзбург (инсценировка Александра Гетмана) | Галина Волчек    |
| 1990 | Ольга («Мурлин Мурло») | «Мурлин Мурло»              | «Мурлин Мурло» (пьеса)                         | Николай Коляда                                     | Галина Волчек    |
| 1993 | Наташа | «Титул»                     | «Титул» (пьеса)                                | Александр Галин                                    | Галина Волчек    |
| 1994 | Элиза Дулиттл, цветочница | «Пигмалион»                 | «Пигмалион» (пьеса)                            | Бернард Шоу                                        | Галина Волчек    |
| 1996 | Зина | «Мы едем, едем, едем»       | «…Мы едем, едем, едем в далёкие края…» (пьеса) | Николай Коляда                                     | Галина Волчек    |
| 1997 | Варя, приёмная дочь Любови Андреевны Раневской                                                                                | «Вишнёвый сад»              | «Вишнёвый сад» (пьеса)                         | Антон Чехов                                        | Галина Волчек    |
| 2000 | Мария Стюарт, королева Шотландии                                                                                              | «Играем… Шиллера!»          | «Мария Стюарт» (пьеса)                         | Фридрих Шиллер                                     | Римас Туминас    |
| 2000 | Людмила | «Уйди-уйди»                 | «Уйди-уйди» (пьеса)                            | Николай Коляда                                     |                  |
| 2004 | Мария Тимофеевна Лебядкина («Хромоножка»), слабоумная сестра капитана Лебядкина, тайная жена Николая Всеволодовича Ставрогина | «Бесы»                      | «Бесы» (роман)                                 | Фёдор Достоевский                                  | Анжей Вайда      |
| 2004 | Марфа Игнатьевна Кабанова («Кабаниха»), богатая купчиха, вдова                                                                | «Гроза»                     | «Гроза» (пьеса)                                | Александр Островский                               | Нина Чусова      |
| 2006 | Тамара | «Пять вечеров»              | «Пять вечеров» (пьеса)                         | Александр Володин                                  | Александр Огарёв |
| 2018 | Мария Стюарт, королева Шотландии                                                                                              | «Играем… Шиллера!»          | «Мария Стюарт» (пьеса)                         | Фридрих Шиллер                                     | Римас Туминас    |
| 2021 | Джулия Ламберт | «Театр»                     | «Театр» (роман)                                | Уи́льям Со́мерсет Мо́эм                               | Владимир Панков  |

Московский драматический театр имени М. Н. Ермоловой
| Год  | Роль                  | Спектакль                 | Произведение                       | Автор произведения  | Режиссёр                  |
| ---- | --------------------- | ------------------------- | ---------------------------------- | ------------------- | ------------------------- |
| 1988 | -                     | «Прощай, Иуда…»           | «Прощай, Иуда…» (пьеса)            | Иренеуш Иредыньский | Богдан Хуссаковский (ПНР) |
| 1988 | -                     | «Костюмер»                | «Костюмер» (пьеса)                 | Рональд Харвуд      |                           |
| 1988 | Проститутка-лимитчица | «Снег недалеко от тюрьмы» | «Снег. Недалеко от тюрьмы» (пьеса) | Николай Климонтович | Андрей Житинкин           |

Театр «Центр драматургии и режиссуры» (ЦДР) (Москва)
| Год  | Роль            | Пьеса        | Режиссёр        |
| ---- | --------------- | ------------ | --------------- |
| 2017 | Юлия Михайловна | «Старый дом» | Владимир Панков |
| 2018 | Мама (Настя)    | «Мама»       | Владимир Панков |
| 2019 | Елена Ивановна  | «Медведь»    | Владимир Панков |

Московский драматический театр имени А. С. Пушкина
| Год  | Роль         | Пьеса                  | Автор пьесы | Режиссёр     |
| ---- | ------------ | ---------------------- | ----------- | ------------ |
| 2017 | Шарлотта Хэй | «Эта прекрасная жизнь» | Кен Людвиг  | Роман Самгин |

Антрепризы
Международное театральное агентство «Арт-Партнёр XXI» (Москва)
- 2005 (по настоящее время) — «Бумажный брак», антрепризный спектакль по пьесе Ганны Слуцки и Сергея Бодрова-старшего (режиссёр — Александр Огарёв) — Даша, сиделка[31]
- 2009 — «Территория любви», антрепризный спектакль по пьесе Майкла Кристофера «Дама ждёт, кларнет играет» в переводе и редакции Михаила Мишина (режиссёр — Владимир Панков) — она[32]
- 2015 — «Кто боится Вирджинии Вульф?», антрепризный спектакль в жанре «Саундрама» по одноимённой пьесе Эдварда Олби (режиссёр — Владимир Панков; премьерные показы прошли 7 и 8 июля 2015 года на сцене театра «Содружество актёров Таганки») — Марта, жена Джорджа[33][34].

### Фильмография

#### Роли в кино
| Год  | Фильм                                  | Роль                                                              |
| ---- | -------------------------------------- | ----------------------------------------------------------------- |
| 1983 | Двое под одним зонтом                  | Лера                                                              |
| 1984 | Сильная личность из 2 «А»              | Лена                                                              |
| 1986 | Плюмбум, или Опасная игра              | Мария (озвучивает Анна Каменкова)                                 |
| 1987 | Время летать                           | Мила                                                              |
| 1988 | Верными останемся / Vernymi ostanemsya | Вера                                                              |
| 1988 | Шаг                                    | Татьяна                                                           |
| 1988 | Полёт птицы                            | Лека Храпова в молодости                                          |
| 1989 | Интердевочка                           | Татьяна Николаевна Зайцева, медсестра, валютная проститутка       |
| 1989 | Лестница                               | Алевтина Иванова                                                  |
| 1989 | Сердце не камень                       | Вера Филипповна                                                   |
| 1989 | Свой крест                             | Ольга, жена Сергея                                                |
| 1989 | Вечный муж                             | снималась                                                         |
| 1990 | Мать Иисуса                            | сестра Мария                                                      |
| 1990 | Русская рулетка                        | малышка                                                           |
| 1990 | Чернов/Chernov                         | Ирина-Айрин                                                       |
| 1991 | Дело Сухово-Кобылина                   | француженка                                                       |
| 1991 | Шальная баба                           | Александра Михайловна, мать Кирилла                               |
| 1992 | Чёрный квадрат                         | Рита                                                              |
| 1992 | Анкор, ещё анкор!                      | Аня Крюкова                                                       |
| 1992 | Воспитание жестокости у женщин и собак | Анна                                                              |
| 1992 | Одна на миллион                        | Елена Мещерина, врач ветеринарной лечебницы                       |
| 1993 | Витька Шушера и автомобиль             | Витина мама, стюардесса                                           |
| 1993 | Эта женщина в окне…                    | Эмма Ивановна                                                     |
| 1995 | Какая чудная игра                      | Вера Маркелова, беременная соседка                                |
| 1998 | Ретро втроём                           | Рита                                                              |
| 1998 | Юкка                                   | Ксения                                                            |
| 2004 | Мой сводный брат Франкенштейн          | Рита                                                              |
| 2004 | Тайна «Волчьей пасти»                  | Эсмеральда                                                        |
| 2006 | Точка                                  | камео                                                             |
| 2006 | Никто не знает про секс                | мама Кеши                                                         |
| 2006 | Вишнёвый сад                           | Варя                                                              |
| 2006 | Я остаюсь                              | Наталья Ивановна Тырса, жена доктора                              |
| 2007 | Спасибо за любовь!                     | Ольга Аркадьевна Аверина                                          |
| 2007 | Ночные посетители                      | Ирина Михайловна Орловская, известная актриса                     |
| 2008 | Семейка Ады                            | жена Ивана                                                        |
| 2008 | Караси                                 | Лариса Львовна, жена Аркадия                                      |
| 2008 | Привет, Киндер!                        | Светлана                                                          |
| 2008 | Жизнь налаживается                     | Света                                                             |
| 2010 | В стиле jazz                           | мать Ирины, стюардесса                                            |
| 2010 | Рита                                   | Маргарита Валерьевна                                              |
| 2011 | Мамочки                                | Надежда Васильевна Суворова, директор детсада                     |
| 2012 | Обменяйтесь кольцами                   | Вера Степановна Крымова-мать Арины и Алексея                      |
| 2012 | Пять звёзд                             | Альбина Силаева                                                   |
| 2012 | Чистая победа                          | мама Константина                                                  |
| 2013 | Вальс-Бостон                           | Надежда Петровна                                                  |
| 2013 | Любовь нежданная нагрянет              | Елена Дмитриевна-мать Веры                                        |
| 2013 | Друзья друзей                          | Лена                                                              |
| 2014 | Дневник мамы первоклассника            | Агнесса Павловна, бабушка                                         |
| 2015 | Самый лучший день                      | Татьяна                                                           |
| 2015 | Страна чудес                           | Люба, жена Семёна                                                 |
| 2016 | Экипаж                                 | жена Зинченко                                                     |
| 2017 | Последний богатырь                     | Баба Яга                                                          |
| 2017 | Ёлки новые                             | мать Андрея                                                       |
| 2018 | Черновик                               | Нина Дмитриевна, мать Кирилла Максимова                           |
| 2018 | Доминика                               | Доминика (в возрасте 43 лет)                                      |
| 2018 | Ёлки последние                         | мать Андрея                                                       |
| 2019 | Вратарь Галактики                      | мать Антона                                                       |
| 2019 | Семь ужинов                            | тёща                                                              |
| 2020 | Последний богатырь: Корень зла         | Баба Яга                                                          |
| 2021 | Последний богатырь: Посланник тьмы     | Баба Яга                                                          |
| 2022 | Далёкие близкие                        | Надежда                                                           |
| 2023 | Свет                                   | Татьяна Сергеевна                                                 |
| 2023 | Чебурашка                              | Римма, владелица шоколадной фабрики (прототип — Старуха Шапокляк) |
| 2024 | Финист. Первый богатырь                | старая Баба Яга                                                   |
| 2025 | Чебурашка 2                            | директор шоколадной фабрики Римма (прототип — Старуха Шапокляк)   |

#### Роли в телесериалах
| Год         | Сериал                                        | Роль |
| ----------- | --------------------------------------------- | --- |
| 1994        | Петербургские тайны                           | княжна Анна Чечевинская / Чуха |
| 1998        | Развязка петербургских тайн                   | княжна Анна Чечевинская |
| 1999        | Каменская                                     | Анастасия Каменская, майор милиции |
| 2002        | Каменская 2                                   | Анастасия Каменская |
| 2003        | Каменская 3                                   | Анастасия Каменская |
| 2005        | Каменская 4                                   | Анастасия Каменская |
| 2005        | Курсанты                                      | Эйжбета Даниловна Вербицкая |
| 2007        | Преступление и наказание                      | Пульхерия Александровна Раскольникова, мать Родиона |
| 2007        | Важнее, чем любовь                            | Лилия Ивановна Бурцева, врач |
| 2008        | Кружева                                       | Светлана Егоровна Вершинина |
| 2009        | Каменская 5                                   | Анастасия Каменская, подполковник милиции |
| 2009        | Катя: Военная история                         | Клавдия, тётя Кати |
| 2009        | Золото скифов                                 | Татьяна |
| 2009—2012   | Найдёныш                                      | Анна Павловна |
| 2011        | Катя 2                                        | Клавдия, тётя Кати |
| 2011        | Каменская 6                                   | Анастасия Каменская, подполковник милиции |
| 2011        | Я приду сама                                  | Галина |
| 2012        | Жуков                                         | Александра Диевна Жукова |
| 2012—2015   | Любопытная Варвара                            | Варвара Ивановна Слуцкая |
| 2013        | Вангелия                                      | Ванга (в пожилом возрасте) |
| 2013        | Истребители                                   | Валентина Петровна |
| 2013        | Женщины на грани (серия № 10 «Орудие судьбы») | Ольга Кротова, колдунья |
| 2014—2023   | Склифосовский                                 | Ирина Алексеевна Павлова (урождённая Егорова) (с третьего сезона). Хирург, сосудистый хирург, с 53-й по 82-ю, с 85-й по 145-ю и с 161-й серии — заведующая отделением неотложной хирургии, с 82-й по 84-ю серию — исполняющая обязанности главврача, с 146-й по 160-ю серию — сосудистый хирург в отделении неотложной хирургии. Бывшая жена Николая Павлова, бывшая любовница Дмитрия Аскерова, бывшая любовница / невеста Анатолия Аленикова. Мать Артёма Павлова, бабушка Агнеты Артёмовны Павловой. В 176-й серии попала под машину. Со 190-й серии ― жена Геннадия Кривицкого. |
| 2014 — 2016 | Такая работа                                  | Наталья Петровна Стрельникова |
| 2016        | Научи меня жить                               | Раиса Геннадьевна |
| 2022        | Чернобыль                                     | Ангелина Гуськова, врач-радиолог, эксперт Научного комитета по действию атомной радиации |
| 2022        | Дама с собачкой                               | Агата Денисовна Марфина |
| 2023        | Мастодонт                                     | Тамара Николаевна Кулик |
| 2024        | Последний богатырь. Наследие                  | Баба Яга |

#### Озвучивание
- 1995 — «Золотое дно» — Хелена, фельдшер (роль Малгожаты Форемняк)[37]
- 2010 — «Белка и Стрелка. Звёздные собаки» (компьютерный анимационный фильм) — Стрелка[38]

#### Клипы
- Алсу — «Зимний сон»

### Телевидение
- 1986 — провела один из выпусков детской телепередачи «Будильник» («Детективная история о пропаже зрительских писем»)[39].
- 2000 — Елена Яковлева дебютировала в качестве телеведущей. Поочерёдно с Кларой Новиковой она вела ежедневное ток-шоу «Что хочет женщина?» на телеканале «РТР»[40] (затем переименованном в телеканал «Россия»), пережившее несколько сезонов и завершившееся в 2005 году[41][42].
- 2013 — 22 февраля на телеканале «Россия-1» состоялась премьера нового ток-шоу «Право на встречу», ведущей которого стала Елена Яковлева[43][44]. Ранее, с сентября по декабрь 2012 года, передача транслировалась на украинском телеканале «Интер»[45].

## Награды и звания
Государственные награды:

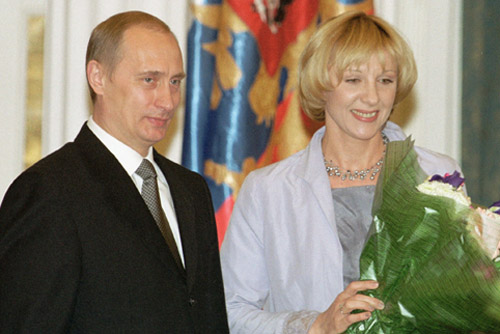
Церемония вручения Государственных премий и премий Президента России, 12 июня 2001 года.

- 1995 — почётное звание «Заслуженный артист Российской Федерации» — за заслуги в области искусства[46][47].
- 2001 — лауреат Государственной премии Российской Федерации в области литературы и искусства 2000 года (в области театрального искусства) за исполнение ролей классического и современного репертуара[4]. Премию актрисе «Современника» Елене Яковлевой вручал Президент Российской Федерации Владимир Путин 12 июня 2001 года в Екатерининском зале Кремля в Москве[48].
- 2002 — почётное звание «Народный артист Российской Федерации» — за большие заслуги в области искусства[3].
- 2006 — орден Почёта — за большой вклад в развитие театрального искусства и достигнутые творческие успехи[49].
- 2025 — лауреат Национальной телевизионной премии «ТЭФИ» в номинации «Лучшая актриса второго плана» (сериал «Склифосовский», 11 сезон)[50]

Другие награды, премии, поощрения и общественное признание:
- За фильм «Интердевочка»:
  - 1989 — приз Международного кинофестиваля в Токио — «Лучшая актриса».
  - 1989 — по итогам опроса читателей журнала «Советский экран» признана «Лучшей актрисой года».
  - 1990 — лауреат премии «Ника» в номинации «Лучшая женская роль».
  - 1990 — приз Международного фестиваля актёров кино «Созвездие» — «Лучшая главная женская роль».
- 1990 — приз Международного фестиваля телевизионных фильмов в Шанхае за «Лучшую женскую роль» в фильме «Сердце не камень».
- 1990 — приз Международного кинофестиваля в Риме за «Лучшую женскую роль» в фильме «Лестница».
- За фильм «Анкор, ещё анкор»:
  - 1993 — лауреат премии «Ника» в номинации «Лучшая женская роль второго плана».
  - 1993 — приз Международного фестиваля актёров кино «Созвездие».
- 1994 — приз Фестиваля отечественного кино «Женский мир» — «За обаяние и свет надежды».
- 1999 — приз VII Международного кинофестиваля детского кино «Артек-99» — «Лучшая актриса» за роль в фильме «Юкка».
- 1999 — лауреат театральной премии газеты «Московский Комсомолец» — «Лучшая женская роль второго плана».
- 2000 — приз VIII Международного кинофестиваля детского кино «Артек-2000» — «Лучшая актриса».
- За телесериал «Каменская»:
  - 2000 — лауреат премии I Международного телевизионного кинофорума «Вместе — в третьем тысячелетии» — «Лучшая актриса» за роль в фильме «Не мешайте палачу».
  - 2002 — приз X Всероссийского кинофестиваля «Виват кино России!» (Санкт-Петербург) в номинации «Лучшая актриса телесериала».
  - 2002 — лауреат премии «Лица года 2002» газеты «Комсомольская правда» — «Актриса года».
  - 2003 — лауреат Международного фестиваля детективных фильмов и телепрограмм правоохранительной тематики «Закон и общество» (V) в номинации «Положительный герой — представитель закона в детективном фильме/сериале (актёр/актриса)» за роль в сериале «Каменская-2»[51].
  - 2004 — лауреат премии ТЭФИ в номинации «Исполнительница женской роли в телевизионном фильме/сериале» за роль в сериале «Каменская-3»[52].
- За спектакль «Играем… Шиллера!» на сцене театра «Современник»:
  - 2000 — лауреат театральной премии газеты «Московский комсомолец» — «Лучшая актриса».
  - 2000 — специальный приз жюри X Международного фестиваля «Балтийский дом» «За актёрский дуэт» с Мариной Неёловой.
- 2002 — «Гэллап Медиа» опрос по заказу журнала «Семь дней» — «Самая популярная актриса» 2002 года.
- 2003 — «Гэллап Медиа» опрос по заказу журнала «Семь дней» — «Самая популярная актриса» 2003 года.
- 2003 — приз российского кинофестиваля «Любить по-русски» — «Самая элегантная актриса».
- За фильм «Мой сводный брат Франкенштейн»:
  - 2004 — приз президентского совета Открытого российского кинофестиваля «Кинотавр» «За актёрский ансамбль»[53].
  - 2005 — лауреат национальной премии в области кинематографии «Золотой орёл» за 2004 год в номинации «Лучшая женская роль второго плана».
- 2004 — «Гэллап Медиа» опрос по заказу журнала «Семь дней» — «Самая популярная актриса» 2004 года.
- 2013 — Профессиональный приз Ассоциации продюсеров кино и телевидения в области телевизионного кино (АПКиТ) в номинации «Лучшая актриса телевизионного фильма/сериала» (телесериал «Жуков»)[54]
- За фильм «Самый лучший день»:
  - 2017 — лауреат национальной премии в области кинематографии «Золотой орёл» за 2016 год в номинации «Лучшая женская роль второго плана»[55].
- 2024 — лауреат национальной премии в области кинематографии «Золотой орёл» за 2023 год в номинации «Лучшая женская роль на телевидении» («Дама с собачкой»).
- 2025 — лауреат премии ТЭФИ за 2024 год в номинации «Лучшая женская роль второго плана» («Склифосовский»)

## Документальные фильмы и телепередачи
- «Елена Яковлева. „ИнтерЛеночка“» («Первый канал», 2011)[56][57]
- «Елена Яковлева. „Женщина на грани“» («ТВ Центр», 2016)[58]
- «Елена Яковлева. „От дебюта до всероссийского признания“» («Мир», 2021)[59]